# Tamássi Zoltán
Tamássi Zoltán (Mezőtúr, 1912. március 8. – Budapest, 1997. május 24.) tervezőgrafikus.

## Életútja
1930 és 1934 között az Országos Magyar Királyi Iparművészeti Iskolán tanult, ahol mestere Helbing Ferenc volt. 1937-ben Konecsni Györggyel közösen dolgozott a párizsi világkiállításon. Az 1940-es évektől állította ki plakátjait. Előbb sportoktatással foglalkozott, majd 1947-től tervezőgrafikus volt. 1945-46-ban a Nemzeti Bizottság sajtó- és propaganda előadójaként dolgozott, az Iparművészek Szakszervezetének megalakításában is részt vett. 1971-től 1981-ig a Magyar Képzőművészeti Főiskola alkalmazott grafikai tanszékén tanított.
Aktív sportoló volt, az 1933-as szezonban a Fradi labdarúgójaként háromszor is pályára lépett, de kipróbálta magát síugrásban és autóversenyzésben is. Lánya, Tamássy (Tamássi) Piroska női összetett gyorskorcsolyázóként 1965-ben a Vörös Meteor játékosaként aranyérmes lett.

## Egyéni kiállítások
- 1970 • Műcsarnok, Budapest (kat.)
- 1977-78 • Műcsarnok, Budapest (kat.). Válogatott csoportos kiállítások

## Válogatott csoportos kiállítások
- 1948 • Nemzeti Szalon, Budapest
- 1953 • Ernst Múzeum, Budapest
- 1956, 1958 • Nemzeti Szalon, Budapest
- 1961, 1966 • Műcsarnok, Budapest
- 1975 • Jubileumi plakátkiállítás, Szépművészeti Múzeum, Budapest
- 1960 • Magyar Plakát-Történeti Kiállítás 1885-1960, Műcsarnok, Budapest
- 1986 • 100+1 éves a magyar plakát, Műcsarnok, Budapest
- 1995 • Plakát Parnasszus I., Szent Korona Galéria, Székesfehérvár

## Művek közgyűjteményekben
- Magyar Nemzeti Galéria, Budapest
- Országos Széchényi Könyvtár, Budapest